# Jan Minnema van Haersma de With (1878-1965)
Jhr. Jan Minnema van Haersma de With, heer van de beide Pollen en Nijenbeek (Utrecht, 6 juli 1878 − Harderwijk, 2 juli 1965) was een diplomaat, politicus, rentmeester en tekeningen- en prentenverzamelaar.

## Biografie
De With was een telg uit de sinds 1841 adellijke tak van het geslacht De With en een zoon van jhr. mr. Jan Hendrik van Haersma de With (1852-1900), kantonrechter, en jkvr. Jacqueline Pauline van Weede (1853-1940), telg uit het geslacht Van Weede. In 1905 promoveerde hij aan de Utrechtse universiteit op stellingen in de rechten. Van 1907 tot 1909 was hij in diplomatieke dienst. Vervolgens was hij van 1910 tot 1939 rentmeester van enkele kroondomeinelijke rentambten.
De With was van 1920 tot 1931 lid van de gemeenteraad van Putten en van 1915 tot 1940 lid van Provinciale Staten van Gelderland.
De With is vooral bekend geworden als verzamelaar van tekeningen en prenten, een verzameling die zich bevond op zijn Huis de Poll in Voorst en daarom de collectie "De Poll" genoemd wordt. Deze collectie was opgebouwd door de publicist Mattheus Brouërius van Nidek (1677-1743) waarvan het deel dat betrekking had op Gelderland in 1850 door koop terecht kwam bij Willem Anne baron Schimmelpenninck van der Oye, heer van de beide Pollen en Nijenbeek (1800-1872), vererfde op diens zoon Willem Anne Assueer Jacob baron Schimmelpenninck van der Oye, heer van de beide Pollen en Nijenbeek  (1834-1889), vervolgens op diens neef jhr. mr. Rudolf Everard Willem van Weede, heer van de beide Pollen en Nijenbeek (1858-1933), die uit zijn huwelijk geen kinderen had, en tot slot op een neef van de laatste, jhr. dr. Jan Minnema van Haersma de With.
In de loop der eeuwen werd de oorspronkelijke collectie verder uitgebreid door de opeenvolgende eigenaren. Ze bestaat uit circa 2500 bladen met bijvoorbeeld topografische tekeningen van Jan de Beijer en Jacobus Stellingwerff, met als zwaartepunt Gelderland.
De With gaf de collectie in 1950 in bruikleen van het RKD-Nederlands Instituut voor Kunstgeschiedenis. Hij benoemde tot zijn universeel erfgenaam zijn neef jhr. mr. Frederik Johan Constantijn Schimmelpenninck, heer van Nijenbeek (1918-1991) die na zijn dood de bruikleen voortzette. Een niet-verwante particulier erfde de collectie van Schimmelpenninck en beëindigde in 2004 de bruikleen: Antoinette Jacoba Herbertina barones van Lynden (1951) werd na zijn overlijden en vererving vrouwe van de beide Pollen en Nijenbeek.
Jhr. dr. J.M. van Haersma de With overleed ongehuwd in 1965 op bijna 87-jarige leeftijd.